# Bisulfit

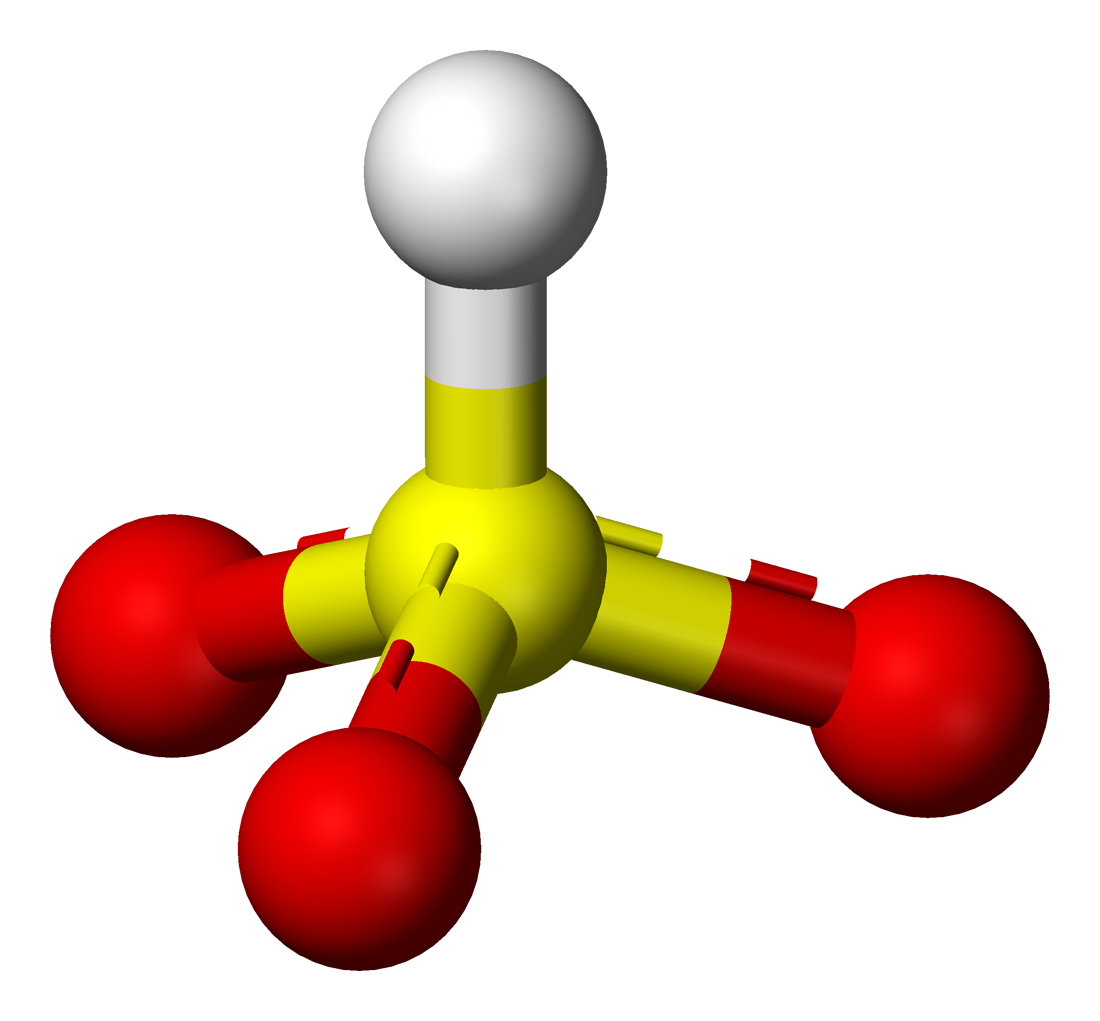
Un model molecular al celei mai cunoscute structuri (cea cu simetrie C_{3v}) pentru ionul bisulfit în soluție și în stare solidă. Se observă că hidrogenul este legat de atomul de sulf.

Un bisulfit (numit și hidrogenosulfit) este un anion cu formula HSO3−. Sărurile care conțin ionul de HSO3− sunt denumite bisulfiți, cunoscute și sub numele de leșii sulfitice. De exemplu, bisulfitul de sodiu are formula chimică NaHSO3.

## Structură

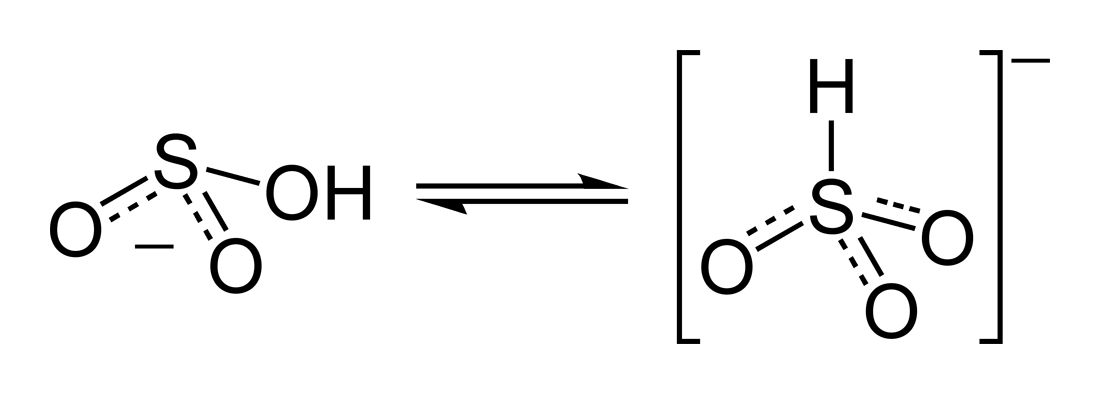
Tautomerii ionului bisulfit în echilibru.

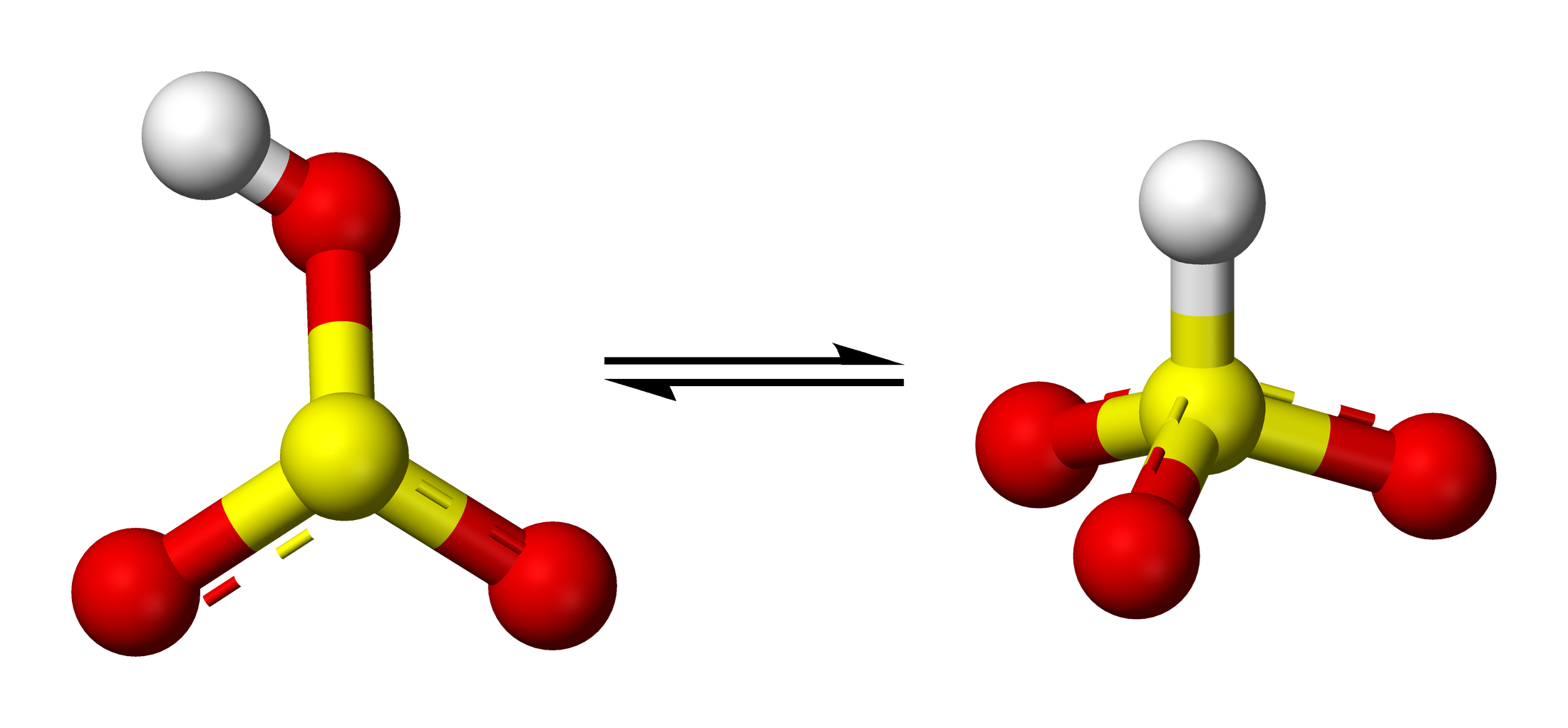
Echilibrul dinamic reprezentat cu ajutorul unor modele moleculare. Tautomerul din partea dreaptă are simetria C_{3v}.

Unele dovezi sugerează că protonul din ionul bisulfit este situat pe stomul de sulf, dând naștere la o simetrie C3v. Cu toate acestea, există unele dovezi din spectroscopia 17O NMR care sugerezază că cele două forme tautomerice ale HSO3− coexistă în echilibru dinamic, unul în care un proton este atașat de sulf (HSO3−) și una care proton este atașat de oxigen (HOSO2−a). Structura cu simetria C3v este susținută de cristalografia cu raze X, iar în soluție apoasă, de către spectroscopia Raman (ν(S–H) = 2500 cm-1).

## Reacții
Sărurile de bisulfit sunt de obicei preparate în urma tratamentului soluțiilor alcaline cu exces de dioxid de sulf:
SO2  +  NaOH  →  NaHSO3
HSO3− este o bază conjugată al acidului sulfuros:
H2SO3 ⇌ HSO3− + H+

## Medicină
Sărurile de bisulfit sunt aditivi comuni pentru adrenalină, în scopul de a preveni oxidarea acesteia către adrenocrom, fapt care ar duce la inactivare. Uneori, bisulfiții pot provoca o reacție alergică. Acest lucru este diferit de alergiile la sulfamide comune. Cantitatea de bisulfit din antialgice, responsabilă de determinarea reacțiilor de hipersensibilitate de tip 1, a fost determinată de Fraser și Huang.